# Вестпорт (Нью-Йорк)
Вестпорт (англ. Westport) — місто (англ. town) в США, в окрузі Ессекс штату Нью-Йорк. Населення — 1320 осіб (2020).

## Демографія
Згідно з переписом 2010 року, у місті мешкало 1312 осіб у 582 домогосподарствах у складі 344 родин. Було 975 помешкань
Расовий склад населення:
| - 97,1 % — білих - 0,7 % — азіатів - 0,5 % — чорних або афроамериканців - 0,1 % — корінних американців |

До двох чи більше рас належало 1,4 %. Частка іспаномовних становила 1,8 % від усіх жителів.
За віковим діапазоном населення розподілялося таким чином: 20,1 % — особи молодші 18 років, 58,6 % — особи у віці 18—64 років, 21,3 % — особи у віці 65 років та старші. Медіана віку мешканця становила 49,0 року. На 100 осіб жіночої статі у місті припадало 92,4 чоловіків;  на 100 жінок у віці від 18 років та старших — 94,8 чоловіків також старших 18 років.
Середній дохід на одне домашнє господарство  становив 68 234 долари США (медіана — 47 727), а середній дохід на одну сім'ю — 84 863 долари (медіана — 59 107). Медіана доходів становила 29 375 доларів для чоловіків та 34 500 доларів для жінок. За межею бідності перебувало 13,4 % осіб, у тому числі 28,8 % дітей у віці до 18 років та 6,2 % осіб у віці 65 років та старших.
Цивільне працевлаштоване населення становило 519 осіб. Основні галузі зайнятості: освіта, охорона здоров'я та соціальна допомога — 30,6 %, роздрібна торгівля — 8,9 %, публічна адміністрація — 8,9 %.